# Izabella Bicalho
Izabella Bicalho (Rio de Janeiro, 6 de outubro de 1972) é uma atriz, cantora e dubladora brasileira.
Ficou bastante conhecida como atriz-mirim no começo dos anos 1980. Após algumas pequenas aparições na TV estreou pra valer nas novelas da Globo vivendo a menina Márcia em Coração Alado, a filha adotiva de Von Strauss (Jardel Filho) e Maria-faz-Favor (Aracy Balabanian). Sua próxima novela foi Sétimo Sentido onde interpretou a filha de Priscila Capricci (Regina Duarte). Também foi uma das quatro meninas que interpretaram a Narizinho na primeira versão da Rede Globo para o Sítio do Picapau Amarelo.  Em 1985, aos 13 anos teve uma participação especial no sucesso Roque Santeiro vivendo a Viúva Porcina quando jovem. No ano seguinte participou da minissérie de sucesso Anos Dourados. Em 1989 voltaria a contracenar com André Valli (o Visconde de Sabugosa, do Sítio do Picapau Amarelo) na novela Pacto de Sangue, interpretando sua esposa Mercedes.
Após entrar na adolescência, passou a ter menos trabalhos na televisão. Decidiu então estudar, se formando em sociologia na PUC-Rio, antes de retomar a carreira artística no teatro, fazendo parte do primeiro time de cantores de musicais do país, e estrelando peças de destaque como Gota d'Água, de Chico Buarque; "Tim Maia - O Musical", "Bilac Vê Estrelas" e "SamBra - 100 Anos de Samba".
É mãe de três filhos. Sua irmã Gabriella também entrou em atuação e dublagem.

## Carreira

### Televisão
| Ano  | Título                                          | Personagem                | Nota                                  |
| ---- | ----------------------------------------------- | ------------------------- | ------------------------------------- |
| 1980 | Água Viva                                       | Francisquinha (Órfã)      |                                       |
| 1980 | Coração Alado                                   | Márcia                    |                                       |
| 1982 | Sétimo Sentido                                  | Cila (Priscila Capricce)  |                                       |
| 1983 | Sítio do Picapau Amarelo                        | Narizinho                 |                                       |
| 1985 | Roque Santeiro                                  | Viúva Porcina (jovem)     |                                       |
| 1986 | Anos Dourados                                   | Solange Campos Dornelles  |                                       |
| 1989 | Pacto de Sangue                                 | Mercedes                  |                                       |
| 1993 | Contos de Verão                                 |                           |                                       |
| 1994 | Memorial de Maria Moura                         | Berenice                  |                                       |
| 1995 | História de Amor                                | Elizete                   |                                       |
| 1996 | A Vida Como Ela É...                            | funcionária do escritório | Episódio: "O Gagá"                    |
| 1998 | Mulher                                          | Dulce                     | Episódio: "Compulsão"                 |
| 2005 | A Diarista                                      | Zuleide                   | Episódio: "Ipanema, 500 Metrôs"       |
| 2008 | Capitu                                          | Dona Fortunata Pádua      |                                       |
| 2008 | Negócio da China                                | Zuleika                   |                                       |
| 2009 | Toma Lá, Dá Cá                                  | Rosalba                   | Episódio: "Darwin Se Equivocou II"    |
| 2010 | Força-Tarefa                                    | Sônia                     | Episódio: "Bolsa-Família"             |
| 2010 | Ti Ti Ti                                        | Irina                     |                                       |
| 2012 | Gabriela                                        | Dona Rita                 |                                       |
| 2013 | Sangue Bom                                      | Nice Flora                |                                       |
| 2014 | O Caçador                                       | Larissa                   | Episódio: Volta ao Lar - Parte I e II |
| 2016 | Chapa Quente                                    | Suely                     |                                       |
| 2016 | Os Homens São de Marte... E É Pra Lá que Eu Vou | Vera                      | Episódio: "Longe"                     |
| 2019 | Ala Leste                                       | Marília                   |                                       |
| 2021 | Gênesis                                         | Helda                     | Fase: Jornada de Abraão               |
| 2022 | Sob Pressão                                     | Regina                    | Episódio: "6"                         |
| 2024 | A Rainha da Pérsia                              | Zeres                     |                                       |

### Teatro
| Ano  | Título                          |
| ---- | ------------------------------- |
| 2016 | Online                          |
| 2016 | O Beijo no Asfalto - O Musical  |
| 2015 | Bilac Vê Estrelas               |
| 2015 | SamBra                          |
| 2011 | Tim Maia - Vale Tudo, o Musical |
| 2011 | O Matador de Santas             |
| 2010 | Era no Tempo do Rei             |
| 2007 | Gota D'Água                     |
| 2007 | Império                         |
| 2000 | South American Way              |
| 2000 | Carmen                          |
| 1999 | A Indústria da Violência        |
| 1998 | Somos Irmãs                     |
| 1996 | Pocahontas                      |
| 1996 | Band Age                        |
| 1992 | Os Sonhos de Tom e Theo         |
| 1987 | A Floresta Tenebrosa            |
| 1986 | Aprendiz de Feiticeiro          |
| 1985 | Beleléu                         |
| 1984 | A Bela Borboleta                |

### Cinema
| Ano  | Título                   | Papel |
| ---- | ------------------------ | ----- |
| 1982 | Os Vagabundos Trapalhões | Vivi  |

### Dublagem
| Ano  | Título                          | Papel                                |
| ---- | ------------------------------- | ------------------------------------ |
| 2016 | A Guarda do Leão                | Reirei                               |
| 2014 | Arrow                           | Arlequina                            |
| 2008 | Camaleones                      | Ágata Menezes                        |
| 2006 | Laços de Amor                   | Silvia Eugenia Derbez (Olga)         |
| 2005 | Todo Mundo Odeia o Chris        | Vanessa                              |
| 2004 | Os Incríveis                    | Karen                                |
| 2004 | Joey                            | Andrea Anders (Alex)                 |
| 2004 | Rebelde                         | Manola Díez (Peppa)                  |
| 2003 | The O.C.                        | Taylor Townsend                      |
| 2003 | De Pocas, Pocas Pulgas (novela) | Mireya                               |
| 2003 | Primeiro amor... a mil por hora | Arleth Terán (Priscila Luna Guerra)  |
| 2002 | 8 Regrinhas Básicas             | Kerry                                |
| 2001 | Power Rangers: Força do Tempo   | Erin Cahill (Jen Scotts/Ranger Rosa) |